# کی سوگیموتو
کی سوگیموتو (ژاپنی: 杉本 圭؛ زادهٔ ۴ ژوئن ۱۹۸۲) یک بازیکن فوتبال اهل ژاپن است.
از باشگاه‌هایی که در آن بازی کرده‌است می‌توان به باشگاه فوتبال شونان بلمار اشاره کرد.